# Riu Klondike
El riu Klondike (en anglès Klondike River) és un riu canadenc afluent del riu Yukon i que va donar nom a la Febre de l'or de Klondike. El riu neix a les muntanyes Ogilvie i s'uneix al Yukon a Dawson City després de 160 km de recorregut.
El 1896 es va descobrir or en alguns afluents del riu, com el Bonanza Creek, i això va portar a una important immigració de gent en busca d'or per aquests paratges.

## Galeria d'imatges

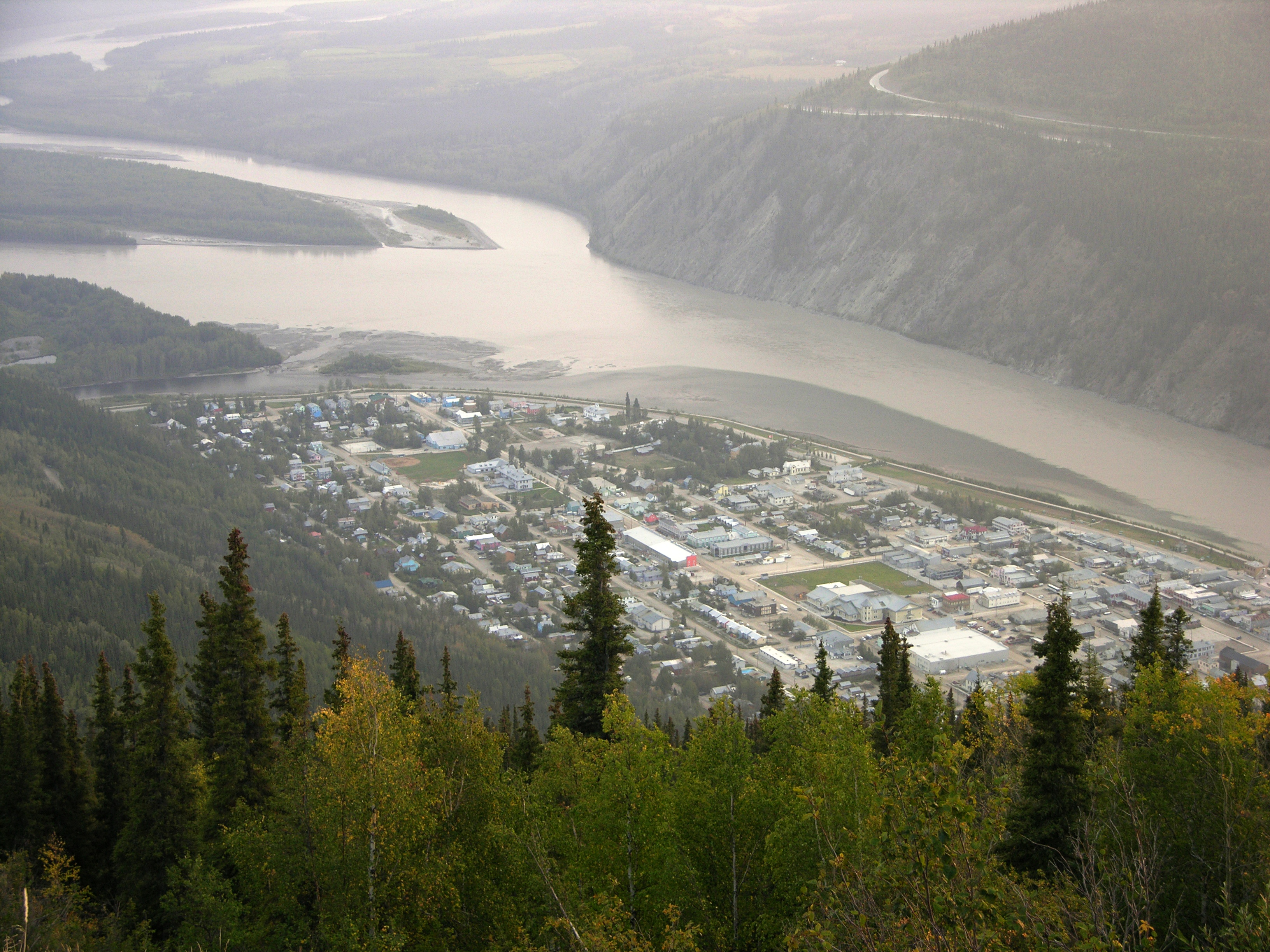
El riu Klondike a Dawson City
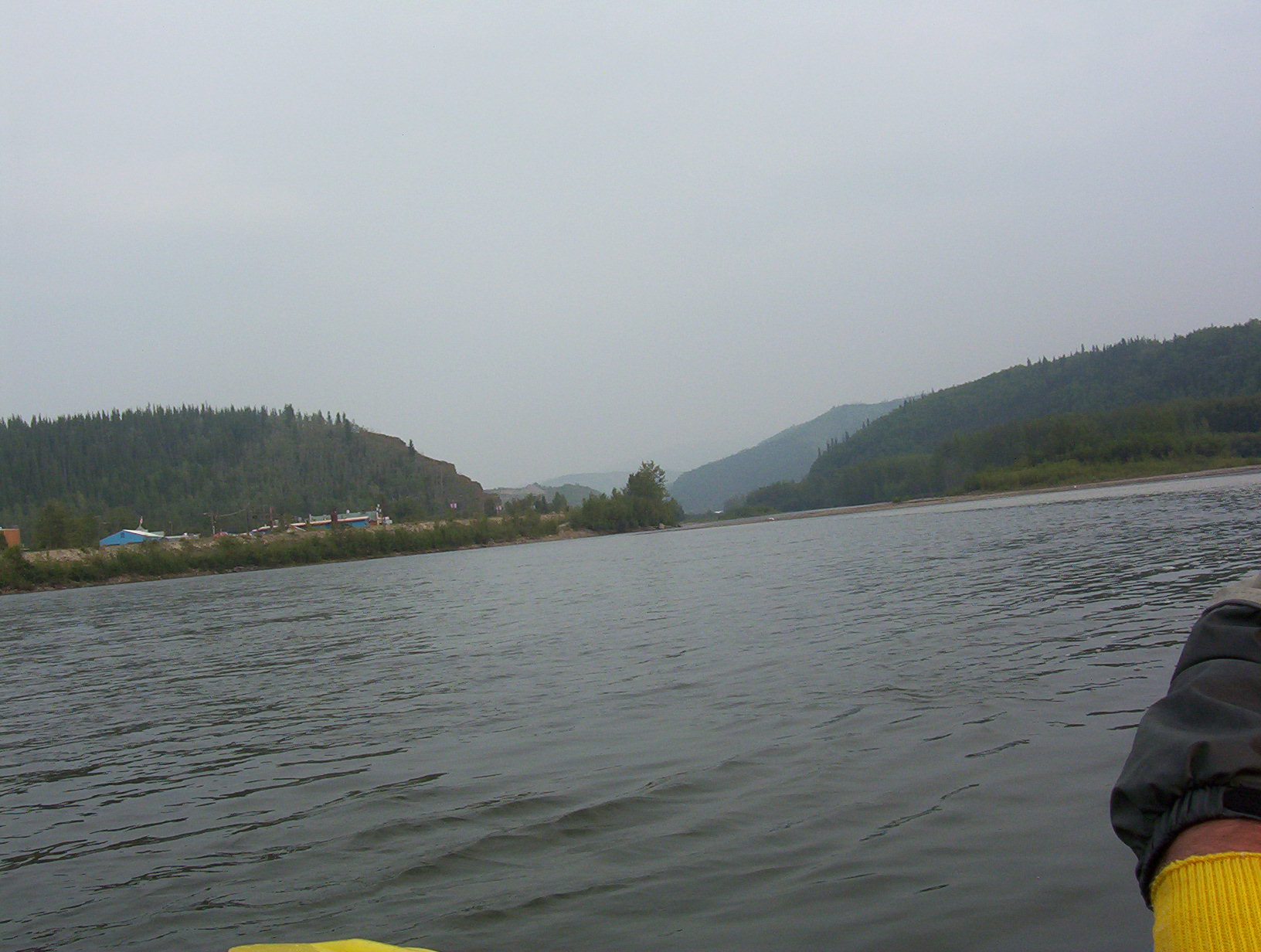
Unió del riu Yukon i el riu Klondike